# Cazenovia (New York)
Cazenovia ist eine US-amerikanische Kleinstadt (Town) im Madison County des Bundesstaats New York mit einer von Einwohnerzahl 7.086 (Stand: 2010). Der Cazenovia Lake befindet sich innerhalb der Town, ebenso ein gleichnamiges Village.

## Geschichte
Die Town Cazenovia wurde 1793 aus Teilen der Towns Whitestown und Paris (beide im Oneida County) vor der Gründung des Madison County gegründet. In der Folgezeit wurden weitere Towns im County aus Teilungen seines Territoriums gebildet.
Es wurde von John Lincklaen, einem Vertreter der Holland Land Company, gegründet und nach Theophilus Cazenove, Lincklaens Chef, benannt.

## Demografie
Nach der Volkszählung von 2010 leben in Cazenovia 7086 Menschen. Die Bevölkerung teilt sich 2017 auf in 95,0 % nicht-hispanische Weiße, 1,0 % Afroamerikaner, 0,6 % amerikanische Ureinwohner, 0,4 % Asiaten und 1,4 % mit zwei oder mehr Ethnizitäten. Hispanics oder Latinos machten 1,6 % der Bevölkerung aus. Das mittlere Haushaltseinkommen lag bei 54.665 US-Dollar und die Armutsquote bei 8,9 %.

## Bildung
Cazenovia ist der Standort des Cazenovia College, einem kleinen Liberal Arts College im Großraum Syracuse. Es wurde 1824 gegründet und war damals als Genesee Seminary bekannt.